# MikroTik
MikroTik o també Mikrotīkls Ltd és una companyia de Letònia proveïdora de tecnologia de maquinari i programari per a la creació de xarxes. Es dedica principalment a la venda de productes de maquinari de xarxa com encaminadors denominats routerboards i commutadors també coneguts pel nom del programari que executen, denominats RouterOS i SwOS, respectivament. La companyia va ser fundada el 1995, aprofitant l'emergent mercat de la tecnologia sense fil. El 2007, tenia més de 70 empleats.
La divisió de maquinari de la marca MikroTik inclou el seu sistema operatiu RouterOS per defecte i actualitzacions per a tota la vida.